# Presidenza di François Hollande
La presidenza di François Hollande è iniziata il 15 maggio 2012 e si è conclusa il 14 maggio 2017. Hollande è il 45º presidente della Francia. Divenne il secondo presidente della Francia dal Partito Socialista.

## Elezione di François Hollande
Il 31 marzo 2011, Hollande ha annunciato ufficialmente la sua partecipazione alle elezioni presidenziali.
Nel maggio 2011, Hollande è diventato uno dei migliori candidati presidenziali socialisti in Francia.
Nell'agosto 2011, Hollande ha pubblicato il suo libro Le destin de la France, che delinea il suo programma elettorale.
Il 16 ottobre 2011, François Hollande è stato nominato per la presidenza della Francia dal Partito Socialista.
Il 22 gennaio 2012, Hollande ha tenuto un discorso di un'ora e mezza in cui ha delineato il suo programma elettorale “Il cambiamento è adesso. Le mie 60 promesse alla Francia".
All'inizio di aprile 2012 la candidatura di Hollande è stata sostenuta dall'ex presidente e centrodestra Jacques Chirac.
Il 22 aprile 2012 si è tenuto in Francia il primo turno delle elezioni presidenziali, durante le quali Hollande ha vinto il 28,63% dei voti, battendo Nicolas Sarkozy dell'1,5%.
Il 6 maggio 2012 si è svolto un secondo turno, in cui Hollande è stato eletto presidente della Francia, ottenendo il 51,64% dei voti.

## Inaugurazione
Il 15 maggio 2012, François Hollande è subentrato alla presidenza francese, prestando giuramento all'Eliseo.

## Valutazione
Secondo i risultati dei primi 100 giorni del suo mandato, Hollande divenne il presidente più impopolare della Francia.
Nel febbraio 2013, il tasso di gradimento di Hollande è sceso al 30%, rendendolo il presidente più impopolare della Francia dal 1981, in primavera - al 24%, a novembre - al 20%.
A novembre 2014, il rating di Hollande era sceso al 13%. Nel gennaio 2015, il rating di Hollande è salito brevemente alle stelle al 21%.
A giugno 2016, il rating di Hollande è sceso al 12%. Nel novembre 2016, il rating di Hollande è sceso a un record del 4%, rendendolo il presidente francese più impopolare nella storia della Quinta Repubblica. Divenne l'unico presidente della Quinta Repubblica a non candidarsi per un secondo mandato.

## Politica interna
Il 16 maggio 2012, Hollande ha nominato Jean-Marc Ayrault nuovo Primo ministro francese. Il 18-21 giugno dello stesso anno fu composto il secondo governo di Jean-Marc Ayrault.
Il 3 luglio, il primo ministro francese ha annunciato la sua intenzione di legalizzare il matrimonio tra persone dello stesso sesso e l'adozione da parte di coppie dello stesso sesso all'inizio del 2013.
Il 15 settembre 2012, Hollande ha presentato una proposta per introdurre una tassa del 75% sui cittadini con redditi superiori a 1 milione di euro all'anno. Il Consiglio costituzionale ha respinto la sua iniziativa.
Il 7 novembre 2012, Hollande ha approvato un disegno di legge per legalizzare il matrimonio tra persone dello stesso sesso in Francia. La decisione ha provocato massicce proteste in tutta la Francia e il contraccolpo della Chiesa cattolica, dei musulmani, dell'opposizione di destra, dei repubblicani e dei comunisti.
Il 23 aprile 2013, il parlamento francese ha approvato in seconda lettura una legge sulla legalizzazione del matrimonio tra persone dello stesso sesso.
Il 17 maggio il Consiglio costituzionale ha approvato un disegno di legge sul matrimonio tra persone dello stesso sesso.
Il 18 maggio 2013, il presidente francese François Hollande ha firmato una legge per legalizzare il matrimonio tra persone dello stesso sesso, entrata in vigore il 19 maggio. Il 28 maggio sono avvenute le prime registrazioni di matrimoni tra persone dello stesso sesso.
Nel giugno 2013, Hollande, mantenendo le sue promesse elettorali, abbassa l'età pensionabile. Ma non per tutti: la pensione a 60 anni è diventata disponibile per i francesi che hanno iniziato presto e hanno versato contributi al fondo pensione per 40 anni.
Il 23 e il 30 marzo 2014 si sono svolte in Francia le elezioni comunali, in cui i socialisti sono stati sconfitti, cedendo ai repubblicani di Sarkozy. Sotto l'influenza dei risultati elettorali, il governo di Jean-Marc Ayrault si è dimesso il 31 marzo. Il ministro degli Interni Manuel Valls è diventato il nuovo capo del governo.
Già il 25 agosto 2014, il primo governo Valls si è dimesso dopo soli 147 giorni. Il 26 agosto fu formato il quarto governo negli anni della presidenza di Hollande.
Il 6 agosto 2015, su iniziativa del ministro dell'Economia, Emmanuel Macron, è stata adottata la “legge per la crescita economica, l'attività e le pari opportunità”, popolarmente soprannominata “legge Macron”. La legge prevede la liberalizzazione di alcuni settori dell'economia.
Il 6 dicembre 2016, il governo Valls si è dimesso. Bernard Cazeneuve è diventato il nuovo primo ministro della Francia.

## Politica estera
Già il giorno della sua inaugurazione, Hollande fece la sua prima visita all'estero. Hollande ha fatto visita in Germania, dove ha incontrato Angela Merkel.
Il 17 maggio 2012, Hollande è andato in visita a Washington, dove ha incontrato Barack Obama.
Il 29 novembre 2012, durante una votazione al Consiglio di sicurezza delle Nazioni Unite, la Francia ha votato a favore della richiesta alla Palestina di ottenere lo status di Stato osservatore presso le Nazioni Unite.
L'11 gennaio 2013, per ordine di Hollande, l'esercito francese ha iniziato un intervento militare (Operazione Serval) in Mali. Il 14 luglio 2014, l'operazione si è conclusa con una vittoria della Francia e delle forze governative in Mali.
Il 29 aprile 2013, Hollande ha pubblicato il Libro bianco, una nuova dottrina di politica estera francese.
Nel dicembre 2013, l'esercito francese ha lanciato un intervento nella Repubblica Centrafricana (RCA).
Nel 2014, Hollande ha sostenuto le sanzioni contro la Russia.
Nella primavera del 2015, Hollande ha annunciato una rottura con la Russia per la fornitura di portaelicotteri Mistral. La Francia ha pagato alla Russia circa 1 miliardo di euro. Nell'autunno dello stesso anno, i Mistral furono venduti all'Egitto.
Il 10 febbraio 2016 si dimette il ministro degli Esteri francese Laurent Fabius, che l'8 marzo dello stesso anno presiede il Consiglio costituzionale francese. Jean-Marc Ayrault è diventato il nuovo capo del Ministero degli Esteri francese.

## Rifiuto di partecipare alle elezioni presidenziali del 2017
A causa della sua scarsa popolarità, F. Hollande non si è candidato alle elezioni presidenziali del 2017. Lo ha annunciato il 1º dicembre 2016.
Nel gennaio 2017, Benoît Hamon è diventato il candidato presidenziale socialista, che ha perso al primo turno delle elezioni il 23 aprile 2017. Dopo aver perso le elezioni, i socialisti hanno sostenuto la candidatura di Emmanuel Macron, candidato al movimento En Marche!.
Il 7 maggio 2017, Macron ha vinto il secondo turno delle elezioni. Già l'8 maggio Hollande si è congratulato con lui per la sua vittoria. Il 14 maggio 2017, Hollande ha consegnato i suoi poteri al presidente eletto Emmanuel Macron.